# ウィリアム・タフト
ウィリアム・ハワード・タフト（英: William Howard Taft, 1857年9月15日 - 1930年3月8日）は、アメリカ合衆国の政治家、法律家。第27代アメリカ合衆国大統領及び第10代アメリカ合衆国最高裁判所長官を歴任した。同国で大統領を退任した後に再び連邦の公職に就いた数少ない大統領の一人であり、行政府と司法府の双方の長を務めた唯一の人物でもある。
日本では1905年に日米相互の勢力圏を承認した「桂・タフト協定」で知られる。

## 概要
1857年にシンシナティの名家タフト家に生まれ、「ビッグ・ビル」は1878年にイェール大学を卒業、1880年にシンシナティ・ロー・スクールを卒業した。彼は様々な地方の法律職を経験し、1887年にオハイオ州最高裁判所に勤務する。1890年、タフトは合衆国訟務長官に任命され、1891年には第6連邦巡回区控訴裁判所判事に任命される。1900年、ウィリアム・マッキンリー大統領はタフトをフィリピン民政長官に任命した。1904年にセオドア・ルーズベルト大統領はタフトを陸軍長官に任命した。ルーズベルトは当時のタフトを政治的に近い位置にいると考え、自らの後継者に指名した。
現職大統領と共和党の支援の波に乗り、タフトは1908年の大統領選で圧勝した。
最初かつ唯一の任期でのタフト大統領の国内課題は独占禁止、官公庁の改革、州際通商委員会の強化、郵政業務の改善および憲法修正第16条の通過に強調された。対外政策では自ら「ドル外交」と呼んだ手段でラテンアメリカおよびアジアの発展途上国の経済発展を促進しようとした。しかしながら、2期目の当選を狙った大統領選挙において、政敵のルーズベルトが新しく立ち上げた革新党（ブル・ムース）公認候補として立候補したことで、共和党支持層の一部が彼から離反してしまったため大敗し再選に失敗した。

## 生涯

### 生い立ち
1857年9月15日にオハイオ州シンシナティ近郊に生まれる。母親のルイーザ・トーリーはマウント・ホリヨーク大学の卒業生であった。父親のアルフォンソ・タフトはピーター・ローソン・タフトの息子、ロバート・タフト・シニアの子孫であり、著名な共和党員であった。彼は1839年にシンシナティで弁護士を開業し、ユリシーズ・S・グラント大統領の元での陸軍長官を務めた。
ウィリアム・ハワード・タフト国立歴史史跡は、タフトが少年時代を過ごした家である。彼の生家はオリジナルの外観に復元されている。内部の4つの部屋は、タフトの少年時代の生活を反映した展示がなされ、2階にはタフトの人生を強調する展示品が公開されている。
家族の多くと同様にウッドワード高校に通い、ニューヘイヴンのイェール大学に進学した。イェールで彼はライノニアン・ソサエティとスカル・アンド・ボーンズに加わった。スカル・アンド・ボーンズは1832年に彼の父親が共同して結成した秘密結社であった。彼はまた、プサイ・ウプシロンのメンバーでもあった。タフトはその体躯から「ビッグ・ラブ（Big Lub）」の愛称が与えられたが、大学の友人は「オールド・ビル（Old Bill）」の愛称で呼んだ。彼は生涯を通してその体重に関する嘲りを受け、フィリピン民政長官時代にワシントンD.C.に「今日は乗馬を行ったが、良い感じであった。」との電報を送った際、陸軍長官のエリフ・ルートは「馬はいかがでしたか？」と返信した。1878年、タフトは121名中2番の成績でイェールを卒業した。卒業後はシンシナティ・ロー・スクールに入学し、1880年に法学位を取得した。在学中に彼は地方紙「The Cincinnati Commercial」で働いている。

### 政治経歴
オハイオ州で法曹界入りした後、ハミルトン郡の検察官に任命された。1882年には内国歳入局の徴収官に任命される。1886年に長年の恋人であったヘレン・ハロンとシンシナティで結婚した。1887年にはオハイオ州高等裁判所判事に任命された。1890年、ベンジャミン・ハリソン大統領はタフトを訟務長官に任命した。任命当時の年齢は32歳で、2010年1月現在最年少の訟務長官である。1891年には新設された第6連邦巡回区控訴裁判所判事に任命される。1892年3月17日に上院の承認を受け、同日就任している。1893年ごろ、タフトはピッツバーグ・レダクション社（現在のアルコア）のアルミニウム処理技術に関する複数の特許に関して有利な判決を下した。同社は1903年に当事者と和解し、短期間アメリカ合衆国における唯一のアルミニウム供給企業であった。同社によるアルミ市場の寡占に関してタフトはアディソン・パイプ・アンド・スチール社対アメリカ合衆国（1898年）において意見を述べている。1896年から1900年までタフトは裁判官を務めると共に、シンシナティ大学法学部の教授及び初代学部長として勤務した。
1900年にウィリアム・マッキンリー大統領が、米西戦争の結果譲渡されたフィリピンの文民政府組織委員会の長にタフトを指名した。

### 陸軍長官
1901年から1904年までタフトは、フィリピンの初代知事を成功裡に務めた。1904年にはセオドア・ルーズベルト大統領がタフトを陸軍長官に指名した。
陸軍長官時代に訪日し、その際には桂・タフト協定と呼ばれる日米間の合意の成立に関わった。

### 大統領職
セオドア・ルーズベルトは大統領職を2期務めた後に、1908年の大統領選出馬を辞退した。代わりに、彼は次の共和党大統領候補としてタフトを指名した。ルーズベルトの支援でタフトは民主党候補ウィリアム・ジェニングス・ブライアンを破った。
タフト政権下では、ルーズベルト政権の方針を引き継ぎながらも、ドル外交と呼ばれる経済力を背景とした武力を伴わない平和的な外交を目指した。その一環として東アジアでは門戸開放通牒の原則に従い、列強の対中侵食を抑えつつ、中国権益の平等的な分配を目指したが、却って列強の反発を招いて頓挫した。また、中米地域でも欧州諸国の資本を排除して情勢の安定を図ったが、結果的にアメリカ自身が武力介入を行わざるを得なくなり、却って情勢が不安定となってしまった。
タフトは大統領職を通じて、共和党のリベラル派（その多くはルーズベルト前大統領の政策に従い続けた）からの異議と争った。
進歩的な共和党員は、1910年の議会選挙及び1912年の共和党大統領予備選挙で公然とタフトに挑戦した。タフトが共和党指名を勝ち取った時、彼らは、本選挙でタフトに対抗するために新党（アメリカ進歩党または革新党、別名「ブル・ムース」）の結成と対立候補としてセオドア・ルーズベルトの擁立を計画した。ルーズベルトの進歩党からの立候補は共和党員の投票を二分し、民主党候補ウッドロウ・ウィルソンの勝利を招く結果となった。

### 内閣
| 職名         | 氏名                                     | 任期            |
| ------------ | ---------------------------------------- | --------------- |
| 大統領       | ウィリアム・ハワード・タフト             | 1909年 - 1913年 |
| 副大統領     | ジェームズ・S・シャーマン                | 1909年 - 1912年 |
| 国務長官     | フィランダー・C・ノックス                | 1909年 - 1913年 |
| 財務長官     | フランクリン・マクヴェーグ               | 1909年 - 1913年 |
| 陸軍長官     | ジェイコブ・マクガヴォック・ディキンソン | 1909年 - 1911年 |
| 陸軍長官     | ヘンリー・L・スティムゾン                | 1911年 - 1913年 |
| 司法長官     | ジョージ・W・ウィッカーシャム            | 1909年 - 1913年 |
| 郵政長官     | フランク・H・ヒチコック                  | 1909年 - 1913年 |
| 海軍長官     | ジョージ・フォン・レンガーク・マイヤー   | 1909年 - 1913年 |
| 内務長官     | リチャード・A・ボーリンガー              | 1909年 - 1911年 |
| 内務長官     | ウォルター・L・フィッシャー              | 1911年 - 1913年 |
| 農務長官     | ジェイムズ・ウィルソン                   | 1909年 - 1913年 |
| 商務労働長官 | チャールズ・ネイゲル                     | 1909年 - 1913年 |

### 最高裁判所長官
公職を退いた後、タフトは学術および調停、そして平和執行連盟を通じての世界平和の追求に時間を費やした。
第一次世界大戦後の1921年、ウォレン・G・ ハーディング大統領によってタフトは連邦最高裁判所の首席裁判官（最高裁長官）に任命された。在任中は法廷をより効率的に機能させるために、最高裁判所が全国に重要な事件に先行を与えることができる1925年のジャッジ法の成立を主張。死去直前の1930年まで、最高裁長官を務めた。

## その他
- 歴代大統領中最大の巨漢であり、平均して300ポンド (140kg) 以上の体重があった[16]。身長は5フィート11.5インチ（約182cm）[17]。また、ひげを蓄えたアメリカ大統領はタフトが最後である[18]。
  - ホワイトハウスのバスタブに体がはまり込み、出られなくなったことがあるという。そのため、ホワイトハウスのバスタブがより大型のものに取り替えられた。
  - 最高裁判所長官時代には、ヴァッサー女子大学から名誉学位を贈られる日に、迎えの自動車に乗ろうとした際に、ドアにはまったこともある。結局、ドアを切断した[19]。
  - 1910年4月14日に大統領としてMLBの始球式を初めて行ったが、そもそもは大統領の側近が運動不足を心配して進言したと言われている。対戦カードはアメリカン・リーグのワシントン・セネタース対フィラデルフィア・アスレチックスの開幕試合。当時としては開闢以来最多の12,206人が入場した[20]。
  - 大統領としてゴルフを始めたのも彼、公式の大統領専用車を持ったのも彼が初めてである[21]。
- 彼の子の世代以降、タフト家の三世代は政界入りした。息子ロバート・タフトは1938年に上院議員に選任された。彼はニューディール政策に批判的な態度を取り1939年から1953年まで上院の共和党リーダーだった。大統領候補の指名争いにも加わっている。孫のロバート・タフト・ジュニアは1971年から1977年までオハイオ州選出の連邦上院議員を務めた。曾孫のボブ・タフトは元オハイオ州知事である。
- ポトマック川河畔の桜は、タフトの大統領在職中に東京市長尾崎行雄から贈られたものである。
- 「ホワイトハウスは世界で最も孤独な場所」という言葉を残した。
- ホワイトハウスでは「ムーリー・ウーリー」という雌の乳牛を飼い、その死後は「ポーリーン・ウェイン」という牛を飼った。ポーリーン・ウェインはホワイトハウスで飼われた最後の牛である。